# Aragóniai Sancia nápolyi királyné
Aragóniai Sancia (1285 körül - 1345. július 28., Nápoly) mallorcai királyi hercegnő, házassága révén nápolyi királyné. A Barcelonai-ház mallorcai királyi ágából származott. Mallorcai Saura albaidai báróné féltestvére és III. Jakab mallorcai király nagynénje.

## Élete
Édesapja II. Jakab mallorcai király és Montpellier ura, I. (Hódító) Jakab aragóniai király és Árpád-házi Jolán magyar hercegnő második fia.
Édesanyja Esclarmunda foix-i grófnő, IV. Rogernek, Foix grófjának és Brunissenda cardonai grófnőnek a leánya.
Sanciának  öt testvére született, köztük Sancho később mallorcai király lett és feleségül vette húga sógornőjét, Máriát.
Sancia 1304 júliusában feleségül ment Róbert nápolyi trónörököshöz, a későbbi Róbert királyhoz. Ő lett férje második felesége, hiszen Róbert első neje, és egyben Sancia első unokatestvére Jolán aragón és szicíliai királyi hercegnő volt.
Hosszú házasságuk, mely majdnem negyven évig tartott, gyermektelen maradt. Amikor 1309. május 5-én meghalt apósa II. Károly, Róbert lett az új király. Bár a törvénye örökös nem ő, hanem unokaöccse Károly Róbert magyar király volt. A magyar igényeket azonban nem lehetett figyelmen kívül hagyni Magyarország nemzetközi súlyánál fogva, így 1333-ban Károly Róbert elutazott Nápolyba másodszülött fiával, András herceggel, és nyélbe ütötte fiának Johannával történő eljegyzését. Megegyezett nagybátyjával, hogy közösen fognak uralkodni, tehát András herceg is tényleges nápolyi király lesz. A pápa szentesítette az eljegyzést, de I. Károly halála után Róbert nápolyi király megváltoztatta végrendeletét, melyben csak Johannát nevezte meg örökösének.
1343. január 20-án meghalt férje Róbert király, az özvegy Sancia pontosan egy év múlva belépett a helyi apácarendbe.